# Педру Родрігеш
Педру Філіпе Фігейреду Родрігеш (порт. Pedro Filipe Figueiredo Rodrigues), більш відомий як Пепе (порт. Pêpê, нар. 20 травня 1997, Сатан) — португальський футболіст, півзахисник кіпрського клубу «Пафос» та молодіжної збірної Португалії.

## Клубна кар'єра
Народився 20 травня 1997 року в місті Сатан. Вихованець юнацьких команд футбольних клубів «Академіку» (Візеу) та «Бенфіка». З 2015 року став виступати за резервну команду «Бенфіка Б», в якій провів два сезони, взявши участь у 53 матчах чемпіонату.
21 серпня 2017 року Педру Родрігеш перейшов до клубу «Ештуріл-Прая» на правах оренди. Він дебютував у Прімейра-лізі через шість днів, вийшовши на заміну в матчі проти «Спортінга» (1:2). Загалом за сезон провів 23 матчі і забив 1 гол, після чого був відданий в оренду до «Віторії» (Гімарайнш). 16 липня 2019 року Пепе підписав п'ятирічний контракт з цим клубом. Загалом відіграв за клуб з Гімарайнша три сезони своєї ігрової кар'єри. Більшість часу, проведеного у складі «Віторії», був основним гравцем команди.
7 вересня 2020 року уклав контракт з грецьким клубом «Олімпіакос», підписавши угоду на чотири роки. Втім, у новій команді закріпитись не зумів, тому з початку наступного року грав на правах оренди за португальський «Фамалікан», турецький «Анкарагюджю» та іспанську «Картахену».
21 серпня 2023 року Пепе приєднався на правах оренди до кіпрського «Пафосу». У липні 2024 року він писав повноцінний контракт з клубом. З командою став чемпіоном і володарем Кубка Кіпру. Станом на 21 травня 2025 року відіграв за клуб з Пафоса 60 матчів у національному чемпіонаті.

## Виступи за збірні
2012 року дебютував у складі юнацької збірної Португалії (U-15). У складі команди до 17 років він брав участь у юнацькому чемпіонаті Європи 2014 року на Мальті. На турнірі він зіграв два матчі і забив гол в останньому матчі групового етапу проти Німеччини (1:0). Португалія програла у півфіналі Англії 0:2.
У складі збірної до 19 років Пепе брав участь у юнацькому чемпіонаті Європи 2016 року у Німеччині. Під час турніру він зіграв чотири матчі, всі в основному складі, а Португалія програла у півфіналі збірній Франції 1:3.
Зі збірною до 20 років він грав на молодіжному чемпіонаті світу у 2017 році у Південній Кореї, провівши чотири матчі. Португалія програла у чвертьфіналі Уругваю у серії пенальті. Загалом на юнацькому рівні взяв участь у 57 іграх, відзначившись 8 забитими голами.
Протягом 2016—2018 років залучався до складу молодіжної збірної Португалії. На молодіжному рівні зіграв у 10 офіційних матчах.

## Статистика виступів

### Статистика клубних виступів
Станом на 3 січня 2019
| Сезон                       | Команда                     | Чемпіонат                   | Чемпіонат | Чемпіонат | Національний кубок | Національний кубок | Національний кубок | Континентальні кубки | Континентальні кубки | Континентальні кубки | Інші змагання | Інші змагання | Інші змагання | Усього | Усього |
| Сезон                       | Команда                     | Ліга                        | Ігор      | Голів     | Ліга               | Ігор               | Голів              | Ліга                 | Ігор                 | Голів                | Ліга          | Ігор          | Голів         | Ігор   | Голів  |
| --------------------------- | --------------------------- | --------------------------- | --------- | --------- | ------------------ | ------------------ | ------------------ | -------------------- | -------------------- | -------------------- | ------------- | ------------- | ------------- | ------ | ------ |
| 2015–16                     | «Бенфіка Б»                 | СЛ (ІІ)                     | 15        | 2         |                    | -                  | -                  |                      | -                    | -                    |               | -             | -             | 15     | 2      |
| 2016–17                     | «Бенфіка Б»                 | СЛ (ІІ)                     | 38        | 4         |                    | -                  | -                  |                      | -                    | -                    |               | -             | -             | 38     | 4      |
| Усього за Vitoria Benfica B | Усього за Vitoria Benfica B | Усього за Vitoria Benfica B | 53        | 6         |                    | -                  | -                  |                      | -                    | -                    |               | -             | -             | 53     | 6      |
| 2017–18                     | «Ештуріл-Прая»              | ПЛ                          | 22        | 1         | КП+КЛ              | 0+1                | 0                  | -                    | -                    | -                    | -             | -             | -             | 23     | 1      |
| 2018–19                     | «Віторія» (Гімарайнш)       | ПЛ                          | 18        | 0         | КП+КЛ              | 2+0                | 0                  | -                    | -                    | -                    | -             | -             | -             | 20     | 0      |
| 2018–19                     | «Віторія» (Гімарайнш)       | ПЛ                          | 25        | 3         | КП+КЛ              | 1+4                | 0                  | ЛЄ                   | 10                   | 2                    | -             | -             | -             | 40     | 5      |
| Усього за Vitoria Guimaraes | Усього за Vitoria Guimaraes | Усього за Vitoria Guimaraes | 43        | 3         |                    | 7                  | 0                  |                      | 10                   | 2                    |               | -             | -             | 60     | 5      |
| Усього за кар'єру           | Усього за кар'єру           | Усього за кар'єру           | 118       | 10        |                    | 8                  | 0                  |                      | 10                   | 2                    |               | -             | -             | 136    | 12     |

## Титули і досягнення
- Чемпіон Кіпру (1):

«Пафос»: 2024/25
- Володар Кубка Кіпру (1):

«Пафос»: 2023/24